# Synthymia exsiccata
Synthymia exsiccata là một loài bướm đêm trong họ Noctuidae.